# Relaciones Montenegro-Rusia
Las relaciones entre Montenegro y Rusia (en ruso: Российско-черногорские отношения/Rossiysko-chernogorskiye otnosheniya; montenegrino: rusko-crnogorski odnosi /руско-црногорски односи) son relaciones exteriores entre Montenegro y Rusia. Montenegro tiene una embajada en Moscú y Rusia tiene una embajada en Podgorica.

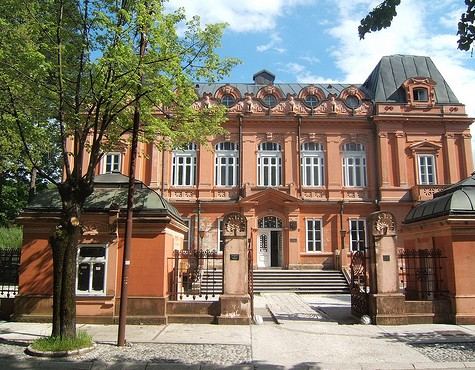
Antigua embajada rusa en Cetiña, usada hasta el final del liderazgo de Nicolás I

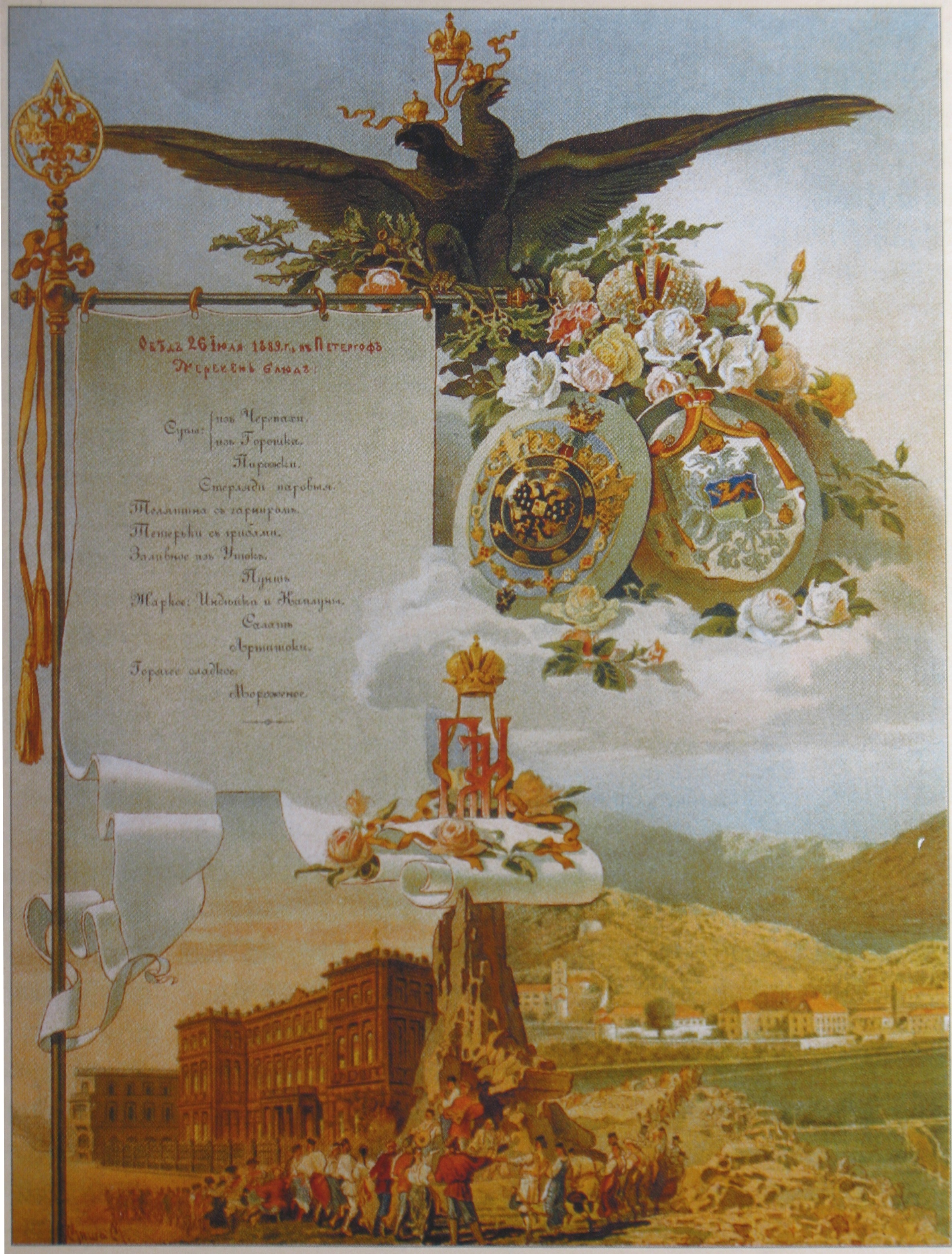
Menú para la boda del Gran Princípe Pedro Nikolaevich de Rusia con la Princesa Militza de Montenegro (1889) de Mijaíl Mikeshin

## Historia

### Periodo moderno temprano
Debido a la guerra de Independencia de Rákóczi (1703-1711), la posición de los milicianos serbios en la Frontera Militar de la monarquía de los Habsburgo estuvo en peligro. En 1704 se hicieron los primeros intentos serbios de ofrecer sus servicios a la Rusia imperial en la lucha de esta última contra los otomanos. Antes del comienzo de la guerra ruso-turca (1710-1711), el emperador ruso Pedro el Grande invitó a los milicianos serbios y a los serbios en general a unirse a las fuerzas rusas. En 1711 llegó a San Petersburgo la tercera delegación enviada a Rusia por el metropolitano Danilo. La primera delegación rusa a Montenegro llegó el 3 de marzo de 1711. Pedro el Grande llamó a los ortodoxos balcánicos a levantarse contra los otomanos durante la campaña del río Pruth.
En 1715-16, el metropolitano montenegrino Danilo I viajó a San Petersburgo desde donde regresó en abril de 1716 con dos diplomas firmados por el emperador Pedro el Grande, el primero que obligaba a los montenegrinos a ayudar a los rusos en caso de guerra con los otomanos, el segundo una ayuda anual de 500 rublos al Monasterio de Cetiña. 
Šćepan Mali fue un impostor de Pedro III de Rusia que buscaba gobernar Montenegro. Apoyó a Sava Petrović como obispo cuando las tribus montenegrinas apoyaron a Arsenije Plamenac. 
Durante el cargo de metropolitano Petar I, él y el governadur Jovan Radonjić fueron los dos jefes principales de Montenegro, uno por título y el otro según su puesto real. Los dos chocaron en la política internacional: el Metropolitano se aferró a Rusia, mientras que Jovan confió en Austria. Sobre la cuestión de si apoyar a Austria o no, las dos partes entraron en conflicto durante la guerra austro-turca (1787-1791) y la guerra ruso-turca (1787-1792).

### DelsigloXIXhasta 1918
El Imperio ruso abrió un consulado en Kotor en la monarquía de los Habsburgo en octubre de 1804. Debía servir como "protección del pueblo de Montenegro y Brda". Fue reconocido oficialmente por los austriacos ese mismo mes. Entre los emisarios rusos activos en Montenegro estaban Mazurevsky (el diputado) y Marko Ivelić. En 1806, la fuerza ruso-montenegrina al mando de Dmitry Senyavin tomó Kotor, pero se la entregó a los franceses. 
Pedro I concibió un plan en 1807 para revivir un Imperio serbio ("Imperio eslavo-serbio"), que informó a la corte rusa. Imaginó a Rusia como el soberano; el título de emperador serbio estaría en manos del emperador ruso. Fue frustrado por el tratado de paz franco-ruso. 
Nicolás I de Montenegro, el último rey de Montenegro, intercambió apoyo con la monarquía rusa. En 1868 emprendió un viaje a Rusia, donde recibió una afectuosa bienvenida por parte del zar Alejandro II. Dos de las hijas del rey Nicolás se casaron con los grandes duques Romanov, la princesa Militzia y la princesa Anastasia. Bajo Nicolás I, Montenegro fue un aliado de Rusia en la guerra ruso-japonesa. Voluntarios de Montenegro luchaban en el ejército ruso. En 2006, Japón reconoció la independencia de Montenegro y declaró el fin de la guerra. Se firmó un tratado de paz.

### Periodo yugoslavo en Montenegro y era soviética en Rusia
Durante ese período, ambos estados formaban parte de la Unión Soviética y Yugoslavia (Reino y República), respectivamente.

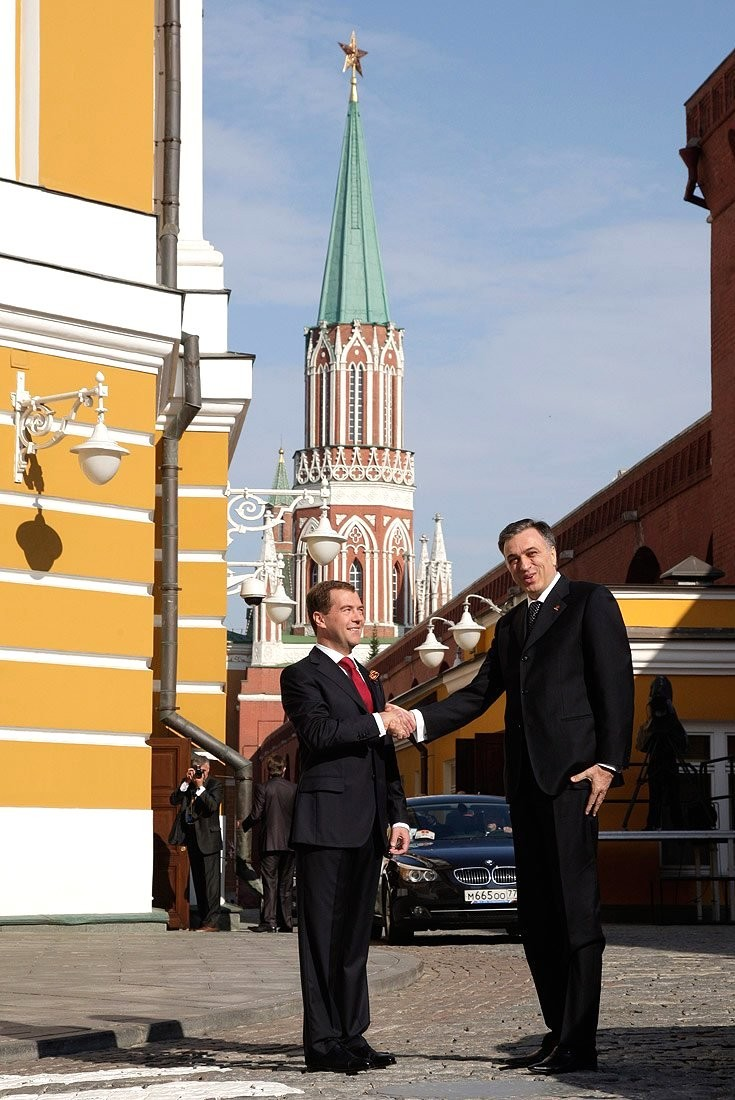
Dmitri Medvédev, presidente de Rusia y Filip Vujanović, presidente de Montenegro, en Moscú, 2010

#### Miembro de la OTAN y escalada de las tensiones
Una encuesta realizada en julio de 2015 por el Centro para la Democracia y los Derechos Humanos, que recibió apoyo financiero de la OTAN, encontró que el 36,6% apoyaba la membresía, frente al 37,3% en contra, con marcadas divisiones entre grupos étnicos: el 71,2% de los albaneses montenegrinos y el 68% de los bosnios montenegrinos apoyaban la membresía, mientras que solo el 11,3 por ciento de los serbios montenegrinos lo hacían. En junio de 2015, el secretario general de la OTAN, Jens Stoltenberg, dijo que el bajo apoyo público a la OTAN podría afectar la posibilidad de que Montenegro se uniera a la alianza. En diciembre de 2015, el portavoz del presidente ruso, Vladímir Putin, dijo que la adhesión de Montenegro a la OTAN estaba destinada a dar lugar a "acciones de represalia".
En octubre de 2016, un grupo de serbios respaldados por Rusia conspiró para asaltar el parlamento y asesinar a Milo Đukanović, el entonces primer ministro, para organizar un golpe de Estado con los partidos de oposición y frustrar el plan para unirse a la OTAN. El complot fue descubierto y 14 personas, incluidos dos presuntos miembros de los servicios de inteligencia rusos, fueron acusadas, juzgadas y condenadas a largas penas de prisión. 
A fines de abril de 2017, después de que el parlamento montenegrino aprobara la adhesión del país a la alianza, el Ministerio de Relaciones Exteriores de Rusia emitió un comunicado en el que decía que la decisión de unirse a la OTAN se había tomado desafiando "la voluntad de casi la mitad de la población del país que se opone" a la adhesión. Un analista del establecimiento ruso comentó que la OTAN necesitaba a Montenegro para lanzar una guerra híbrida y desestabilizar Europa. Las tensiones entre los países aumentaron drásticamente a partir de entonces, y Montenegro acusó a Rusia de entrometerse en sus asuntos internos y prohibió la entrada a ciudadanos rusos específicos, incluidos altos funcionarios rusos como Dmitry Rogozin, Nikolai Patrushev y Ramzan Kadyrov. 
El 5 de junio de 2017, el día en que Montenegro se unió formalmente a la OTAN, el Ministerio de Relaciones Exteriores de Rusia dijo: "A la luz del curso hostil elegido por las autoridades montenegrinas, la parte rusa se reserva el derecho de tomar medidas de represalia sobre una base recíproca. En política, al igual que en física, por cada acción hay una reacción opuesta".

## Economía
Rusia juega un papel importante en la economía montenegrina. En 2012, Monstat informó que los empresarios rusos tienen acciones mayoritarias del 32% de las empresas extranjeras presentes en Montenegro.

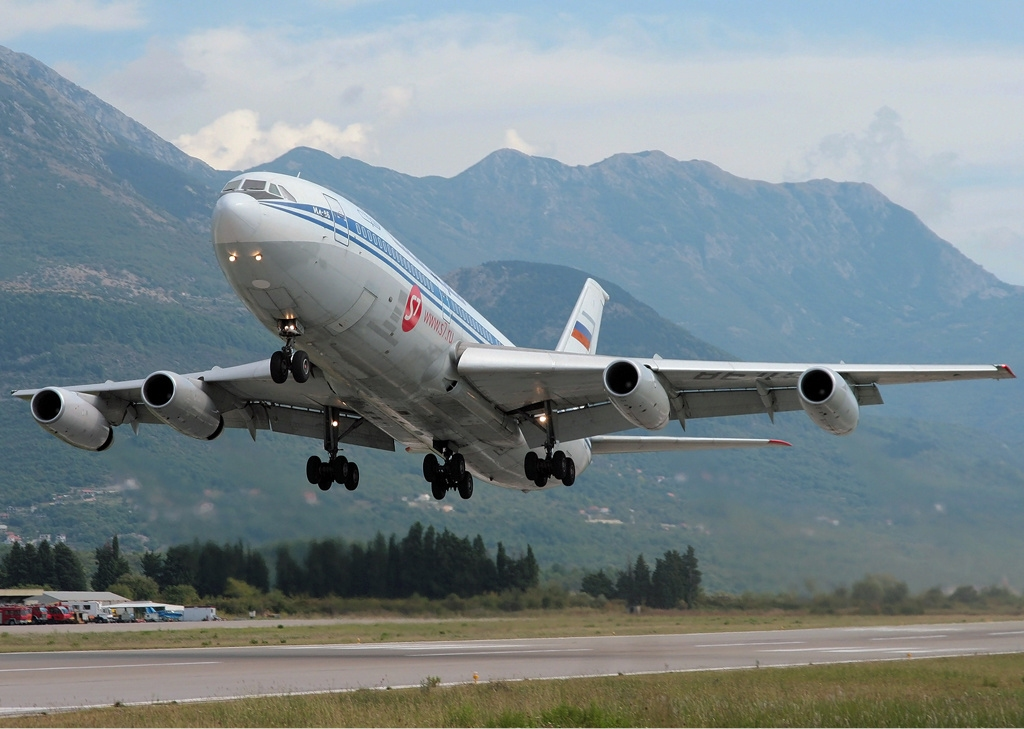
Un S7 Airlines Il-86 (no utilizado después de 2009) despegando de Tivat, Montenegro.

#### Turismo
Montenegro y Rusia comparten un régimen sin visa para viajeros entre los dos países desde 2008. Montenegro es reconocido como uno de los destinos más populares entre los turistas rusos. En el verano de 2011, los rusos constituían más del 20% de todos los turistas que visitaron Montenegro.

### Controversias

#### Privatuzación
Hasta la disolución de Serbia y Montenegro, la mayoría de las empresas comerciales de Montenegro eran de propiedad estatal. Después de la independencia, la privatización masiva absorbió a muchas de las antiguas empresas estatales de Montenegro. La privatización en Montenegro ha sido reconocida entre los funcionarios rusos como un tema de controversia desde 2005, cuando Vladimir Vaniev (en ese momento en representación del Consulado de Rusia en Podgorica) dijo sarcásticamente en una conferencia de prensa sobre la privatización del productor de aluminio montenegrino KAP que "no sabía que Montenegro era el estado número 51 de los Estados Unidos". Vaniev también acusó a la prensa montenegrina de ser financiada "en dólares" por Estados Unidos para apoyar una ola desproporcionada de privatizaciones en beneficio de los intereses estadounidenses.

#### Dueño de la propiedad
La disolución de la unión serbo-montenegrina también llevó a que se vendieran grandes extensiones de propiedades a perfiles excéntricos en intercambios controvertidos. La prensa rusa afirmó en 2012 que los ciudadanos rusos poseen al menos el 40% de las propiedades inmobiliarias en todo Montenegro. En 2009, el portal de noticias croata Globus llamó a Montenegro una "colonia rusa", acusando a Milo Đukanović de estrategias manipuladoras en las privatizaciones posteriores a la independencia en beneficio de los no montenegrinos, especialmente los magnates rusos. 
El 3 de octubre de 2019, el gobierno de Montenegro anunció que estaba recibiendo solicitudes para su programa de ciudadanía por inversión que durará hasta diciembre de 2022. Un ciudadano de Rusia recibió el primer "pasaporte dorado" de Montenegro después de la apertura de las fronteras.